# يورغ سوبييخ
يورغ سوبييخ (بالألمانية: Jörg Sobiech)‏ هو لاعب كرة قدم ألماني في مركز الدفاع، ولد في 15 يناير 1969 في غلزنكيرشن في ألمانيا. لعب مع إن إي سي نيميخن وتفينتي أنشخيدة وستوك سيتي وشتوتغارت كيكرز وفاتنشايد 09 وفالدهوف مانهايم وكيمنتزر.

## وصلات خارجية
- يورغ سوبييخ على موقع قاعدة بيانات كرة القدم.إي يو (الإنجليزية)
- يورغ سوبييخ على موقع بيانات كرة القدم. دي إي (الألمانية)
- يورغ سوبييخ على موقع عالم كرة القدم.نت (الإنجليزية)